# George Nemhauser
George Lann Nemhauser (Bronx, Nova Iorque, 1937) é um pesquisador operacional estadunidense, A. Russell Chandler III Chair and Institute Professor of Industrial and Systems Engineering do Instituto de Tecnologia da Geórgia e ex-presidente da Operations Research Society of America (ORSA).

## Biografia
Nemhauser nasceu no The Bronx, Nova Iorque, e graduou-se em engenharia química em 1958 no City College of New York. Obteve um Ph.D. em pesquisa operacional em 1961 na Northwestern University, orientado por Loring Goodwin Mitten, com a tese A Dynamic Programming Approach for Optimal Design and Operation of Multistage Systems in the Process Industries. Lecionou na Universidade Johns Hopkins de 1961 a 1969, foi então para a Universidade Cornell, onde ocupou a Leon C. Welch endowed chair in operations research. Em 1985 foi para o Instituto de Tecnologia da Geórgia.
Foi presidente da ORSA em 1981, catedrático da Mathematical Optimization Society e editor fundador do periódico Operations Research Letters.

## Livros
Nemhauser é autor de
- Introduction to Dynamic Programming (Wiley, 1966)
- Integer Programming (with Robert Garfinkel, Wiley, 1972, )
- Integer and Combinatorial Optimization (with Laurence A. Wolsey, Wiley, 1988, ).
- Optimization (com A.H.G. Rinnooy Kan e Michael J. Todd, North-Holland, 1989)

## Prêmios e reconhecimentos
Nemhauser foi eleito membro da Academia Nacional de Engenharia dos Estados Unidos em 1986, fellow do Institute for Operations Research and the Management Sciences (INFORMS) em 2002 e fellow da Society for Industrial and Applied Mathematics em 2008. Recebeu cinco prêmios do INFORMS: a Medalha George E. Kimball por serviços de destaque ao INFORMS e para a profissão em 1988, o Prémio Frederick W. Lanchester em 1977 por um artigo sobre algoritmos de aproximação para localização de instalações e novamente em 1989 por seu livro-texto Integer and Combinatorial Optimization, a Phillip McCord Morse Lectureship Award em 1992, o primeiro Optimization Society Khachiyan Prize for Life-time Accomplishments in Optimization em 2010 e o Prêmio Teoria John von Neumann em 2012 (juntamente com Laurence Wolsey).